# Ministry of Plantation Industries and Commodities (Malaysia)

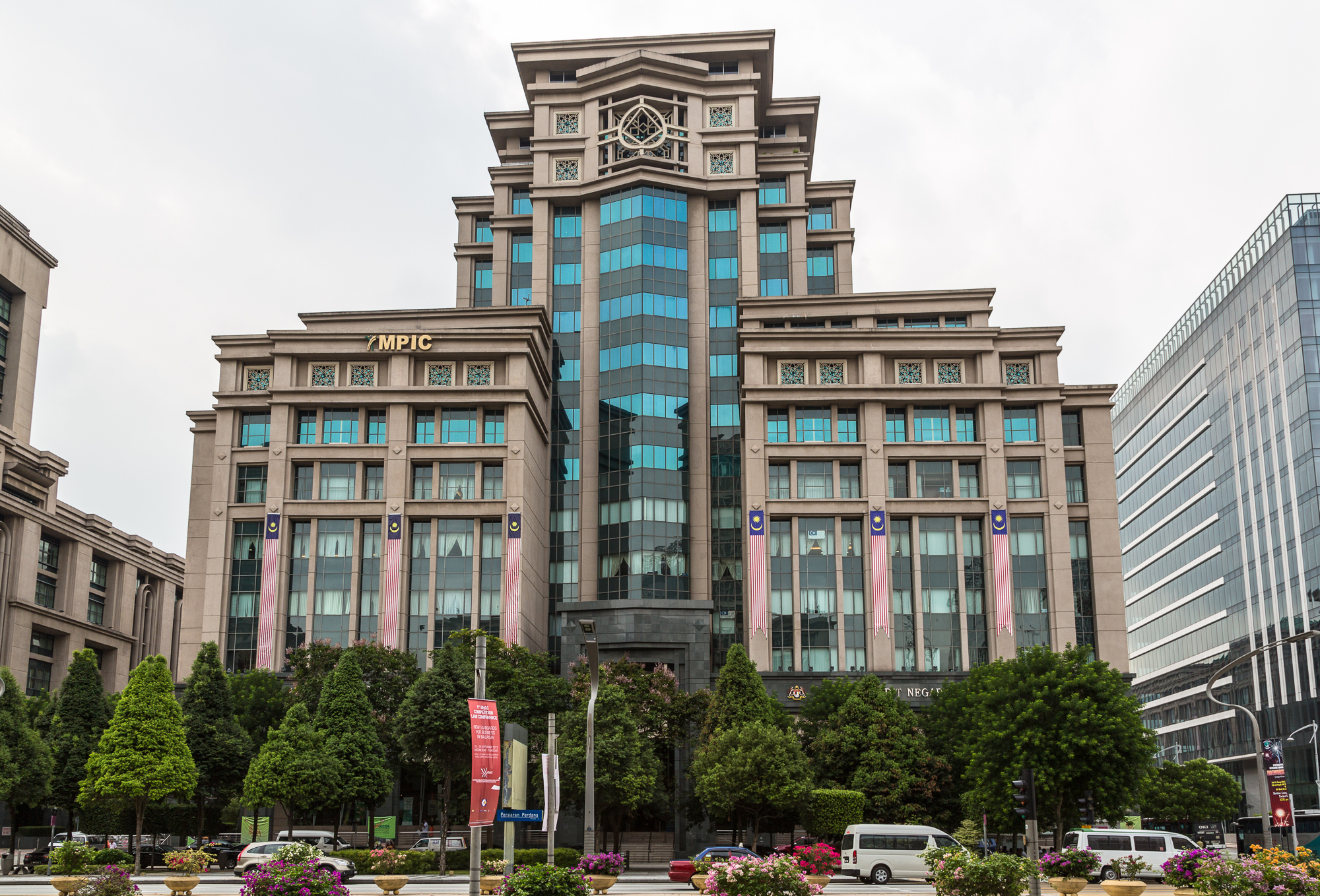
Ministeriumsgebäude in Putrajaya

Das Ministry of Plantation Industries and Commodities (MPIC) oder Kementerian Perusahaan Perladangan dan Komoditi (deutsch: Ministerium für Plantagen- und Rohstoffindustrie) ist ein Ministerium des Staates Malaysia. Seine Aufgaben liegen in der Förderung der Plantagenindustrie – hauptsächlich Palmöl, Kautschuk, Edelhölzer, Kakao, Tabak, Kenaf, Pfeffer und Sago.

## Geschichte
In der Erkenntnis, dass die Förderung der Grundstoffindustrie die Basis für die wirtschaftliche Entwicklung Malaysias darstellen würde, wurde im Jahr 1972 das Ministry of Primary Industries gegründet. Die Aufgaben des damaligen Ministeriums lagen in der Entwicklung der Zinnerz- und Kautschukindustrie. Später wurde der Auftrag des Ministeriums erweitert und umfasste weitere Industriezweige wie Palmöl, Kakao, Bodenschätze, Ananas und Tabak. Im Zuge der Restrukturierung erhielt das Ministerium im Jahr 2004 den heutigen Namen. Die Pfefferindustrie – vorher unter der Aufsicht des Landwirtschaftsministeriums – kam dabei zum MPIC, während die Industriezweige, die sich mit Forsten, Bodenschätzen und Geowissenschaften befassten, an das Ministerium für Naturressourcen und Umwelt (Ministry of Natural Ressources and Environment) abgegeben wurden.

## Aufgaben
Neben seinen ursprünglichen Aufgaben – der Förderung der Plantagenindustrie mit den heutigen Hauptzweigen Palmöl, Edelhölzer, Naturkautschuk und Kakao – beschäftigt sich das MPIC auch mit der Entwicklung und Förderung des Anbaus von Kenaf, Sago und Jatropha, die in Zukunft zum Wirtschaftswachstum Malaysias beitragen könnten.
Mit dem Ziel, die Rohstoffindustrie durch die Produktion von hochwertigen, rohstoffbasierten Wirtschaftsgütern dynamischer und konkurrenzfähiger zu gestalten, hat das Ministerium für den Zeitraum von 2011 bis 2020 eine Strategie, die National Commodities Policy entwickelt, deren Kernpunkte auf folgenden wirtschaftspolitischen Papieren basieren:
- 5-Jahresplan für Malaysia (9. und 10. Malaysia Plan);
- National Agriculture Policy Three (NAP 3);
- 3. Industrial Master Plan 2009-2020 (IMP 3);
- National Timber Industry Policy 2009-2020 (NATIP) und
- National Biofuel Policy

## Minister
Derzeitiger Minister ist seit dem 16. Mai 2013 Douglas Uggah Embas. Ihm stehen sechs Körperschaften des öffentlichen Rechts und fünf Beratungsgremien zur Seite.
Der Amtsvorgänger von Embas war vom 10. April 2009 bis 2013 Bernard Giluk Dompok, der das Amt von Peter Chin übernommen hatte. Peter Chin war nach der Schaffung des Ministeriums im Jahr 2004 dessen erster Minister.